# Веденьков, Валерий Леонидович
Валерий Леонидович Веденьков (1918—1943) — лейтенант Рабоче-крестьянской Красной Армии, участник Великой Отечественной войны, Герой Советского Союза (1943).

## Биография
Валерий Веденьков родился в 1918 году в селе Орда (ныне — райцентр Пермского края) в рабочей семье. Окончил семь классов школы. В 1938 году Веденьков был призван на службу в Рабоче-крестьянскую Красную Армию Кунгурским районным военным комиссариатом. Проходил службу в сапёрных частях. Участвовал в Великой Отечественной войне. Принимал участие в боях на Северо-Западном и Степном фронтах. К осени 1943 года гвардии лейтенант Валерий Веденьков командовал сапёрным взводом 1-го гвардейского отдельного сапёрного батальона 10-й гвардейской воздушно-десантной дивизии 37-й армии Степного фронта. Особо отличился во время битвы за Днепр.
В ночь с 30 сентября на 1 октября 1943 года взвод Веденькова обеспечивал переправу 18-го гвардейского воздушно-десантного полка к югу от Кременчуга. При выполнении данной боевой задачи Веденьков, умело руководя работой подчинённых, в течение двух часов смог переправить все полковые подразделения, способствовав тем самым успешному захвату плацдарма на западном берегу реки. Принимал участие в боях на этом плацдарме. Взвод под его командованием отбил несколько контратак немецкой пехоты и танков. 15 октября Веденьков лично подбил гранатами три тяжёлых танка противника и уничтожил около 20 вражеских солдат и офицеров. В бою он получил ранение, но поля боя не покинул, продолжая руководить подразделениями. Через несколько дней в одном из боёв он пропал без вести.
Указом Президиума Верховного Совета СССР от 20 декабря 1943 года за «образцовое выполнение боевых заданий командования на фронте борьбы с немецкими захватчиками и проявленные при этом мужество и героизм» гвардии лейтенант Валерий Веденьков был удостоен высокого звания Героя Советского Союза. Также был награждён орденами Ленина и Красной Звезды.

## Память
В 2016 году на Федеральном военном мемориальном кладбище установлен кенотаф.